# Gabriel Fauré
Gabriel Fauré (n. 12 mai 1845, Pamiers, Midi-Pyrénées, Franța – d. 4 noiembrie 1924, Paris, Franța) a fost un compozitor francez. Scrie pentru vocea umană ciclul de 10 piese numit „Cântecul Evei”, pe versurile poetului Charles von Lesberghe, „Grădina închisă”, „Miraje” și „Orizont Himeric” - lucrări meditative, care pun probleme filozofice și întrebări grave.
Pentru pian, Fauré abordează genuri romantice: impromptu-uri, valsuri, nocturne, barcarole, balade și romanțe. Are tendința de a-l imita pe Felix Mendelssohn Bartholdy, numindu-și lucrările „Trei romanțe fără cuvinte”. Suita „Dolly”, la patru mâini, pentru pian, cuprinde titluri care ne amintesc de copilărie: „Mi-a-u”, „Kitty-vals” etc. Foarte populară e partea I din „Dolly” (op.56) cu numele „Berceuse”.
Creația lui mai cuprinde sonate pentru vioară și pian sau violoncel și pian, triouri, cvartete și cvintete, adică piese care se înscriau în efortul compozitorilor francezi de a crea o muzică autohtonă.
A compus un Requiem magistral și o operă („Pénélope”).